# Gliederung des Heeres (Bundeswehr, Heer der Zukunft)

Gliederung "Heer der Zukunft" (ca. Ende 2002)

Die Gliederung des Heeres der Bundeswehr in der Struktur Heer der Zukunft beschreibt die Truppenteile des Heeres im Zeitraum von 2000 bis 2003.

## Einleitung und Aufbau der Liste
Die Liste beschreibt den Aufbau des Heeres gegen Ende der Struktur „Heer der Zukunft“, die den Zeitraum von 2000 bis etwa 2003 beschreibt. Der Umfang im „Heer der Zukunft“ betrug rund 134.000 Soldaten. In den Heeresstrukturen des Heeres markiert das Heer der Zukunft einen Wendepunkt: das Heer wurde drastisch verkleinert und auf die Aufgaben der Bundeswehr im erweiterten Aufgabenspektrum (Stichwort: Auslandseinsätze der Bundeswehr) ausgerichtet. Besonders auffällig ist die Ausgliederung großer Teile des Territorialheers in die Streitkräftebasis und den Sanitätsdienst der Bundeswehr, das bisher fast durchgängig integraler Teil des Heeres war. In der vormaligen Heeresstruktur waren viele der dann ausgelagerten Unterstützungsaufgaben bereits andeutungsweise in den Bereich Heeresunterstützungskommando ausgelagert wurden, dass sukzessive zur Einnahme der Struktur „Heer der Zukunft“ seiner Funktion entkleidet wurde und 2003 aufgelöst wurde. Die Liste beschränkt sich aber auf das eigentliche Heer. Ausdrücklich nicht berücksichtigt sind die Heeresuniformträger in anderen Teilstreitkräften und anderen militärischen Organisationsbereichen. Betrachtungszeitpunkt dieser Liste ist die Mitte des Jahres 2003. Zu beachten ist, dass viele der angestrebten Strukturänderungen zur Einnahme der Struktur Heer der Zukunft erst Mitte 2003 erreicht wurden bzw. noch vor der endgültigen Einnahme der Befehl zur Einleitung der Transformation erging, der für das Heer die Einnahme der Struktur Neues Heer vorsah. Daher wurde in einigen Bereichen des Heeres die Struktur „Heer der Zukunft“ entweder überhaupt nicht erreicht oder der Zeitraum zwischen 2000 und 2003 war von einer fast stetigen Umgliederung und Auflösung von Truppenteilen geprägt. Besonders hinsichtlich der nichtaktiven (Ergänzungs-)Truppenteile ist ein Vollständigkeit der Liste unwahrscheinlich.
Da die Gliederung des Heeres also einer steten Veränderung unterworfen war und die Liste eine truppendienstliche Gliederung anstrebt, können Verbände die nur oder davor existierten, sowie deren Unterstellungsverhältnisse per definitionem nicht Gegenstand der Betrachtung sein. Gleiches gilt folglich für frühere oder spätere Unterstellungsverhältnisse. Wo möglich sind besondere Zuordnungsverhältnisse abweichend von der truppendienstlichen Unterstellung ergänzt. Zu beachten ist also, dass die Liste nicht alle jemals aufgestellten Verbände des Heeres enthalten kann. In der Regel werden keine Einheiten kleiner als selbstständige Bataillone und selbstständige Kompanien aufgeführt. Die angegebenen Garnisonsorte beziehen sich in der Regel auf den Standort der Stab- und Stabskompanie. Davon abweichend können nicht aufgeführte unterstellte Truppenteile an anderen Orten stationiert sein. Der angegebene Ort für nichtaktive Verbände ist uneinheitlich als Ort der Mobilmachung, des Kaders, des aktiven Anteils teilaktiver Verbände, des Mobilisierungsfeldwebels oder des (Geräte)depots des eingelagerten Geräts zu verstehen.
Kursiv aufgeführte Verbände waren zum Betrachtungszeitpunkt nicht aktive, darunter vor allem Ergänzungstruppenteile ohne Gerät, oder teilaktive Verbände, darunter Truppenteile in Auflösung, Umgliederung oder Aufstellung. Der Couleurtruppenteil bezeichnet den Verband, an den der Ergänzungstruppenteil angelehnt ist, d. h. der beispielsweise den übenden Reservisten Großgerät aus eigenem Bestand zeitlich begrenzt abtritt. Klein und vor der Bezeichnung des Truppenteils sind die internen Verbandsabzeichen abgebildet. Am rechten Rand, größer, sind die Verbandsabzeichen (Ärmelabzeichen für Dienstanzug) abgebildet, die für alle unterstellten Truppenteile gilt, solange die unterstellten Verbände nicht wiederum eigene Verbandsabzeichen haben.

## Führung

Führungsstab des Heeres

Das Heer wird geführt durch den Inspekteur des Heeres. Oberste Dienststelle ist der Führungsstab des Heeres. Dieser führt vor allem die Heeresbereiche Heeresführungskommando und Heeresamt. Eine feste Assignierung der Verbände in eine NATO-Kommandostruktur ist nicht vorgesehen und wird daher nicht weiter dargestellt.
- Führungsstab des Heeres, Bonn

### Heeresführungskommando

HFüKdo

Das Heeresführungskommando und sein Kommandobereich sind dem Führungsstab des Heeres bzw. dem Inspekteur des Heeres nachgeordnet.
- Heeresführungskommando, Koblenz

#### 1. Panzerdivision

1. PzDiv

Die 1. Panzerdivision ist dem Heeresführungskommando nachgeordnet.

##### Divisionstruppen
- Stab und Stabskompanie 1. Panzerdivision, Hannover
- Fernmeldebataillon 1, Rotenburg (Wümme)
- Panzeraufklärungslehrbataillon 3, Lüneburg
- Heeresmusikkorps 1, Hannover

##### Panzergrenadierbrigade 1

PzGrenBrig 1

- Stab und Stabskompanie Panzergrenadierbrigade 1, Hildesheim
- Feldersatzkompanie 10 (nicht aktiv), Hildesheim
- Panzergrenadierbataillon 332, Wesendorf
- Panzergrenadierbataillon 421, Brandenburg an der Havel
- Panzerbataillon 33, Neustadt am Rübenberge
- Panzerartilleriebataillon 425, Lehnitz
- Panzerpionierbataillon 803, Havelberg
- Logistikbataillon 141, Neustadt am Rübenberge

##### Panzerlehrbrigade 9

PzLehrBrig 9

- Stab und Stabskompanie Panzerlehrbrigade 9, Munster
- Feldersatzkompanie 90 (nicht aktiv), Munster
- Panzeraufklärungslehrkompanie 90, Munster
- Panzerpionierlehrkompanie 90, Munster
- Panzergrenadierlehrbataillon 92, Munster
- Panzerlehrbataillon 93, Munster
- Panzerlehrbataillon 334, Celle
- Panzerartillerielehrbataillon 325, Schwanewede
- Panzerpionierbataillon 90 (nicht aktiv), Munster
- Logistikbataillon 170 (nicht aktiv), Neustadt am Rübenberge

##### Panzerbrigade 8 „Lüneburg“

PzBrig 8

- Stab und Stabskompanie Panzerbrigade 8 (nicht aktiv), Munster
- Panzergrenadierbataillon 422 (nicht aktiv), Brandenburg
- Panzerbataillon 83 (nicht aktiv), Lüneburg
- Panzerbataillon 94 (nicht aktiv), Celle
- Logistikbataillon 805 (nicht aktiv), Neustadt am Rübenberge

#### 7. Panzerdivision

Verbandsabzeichen 7. PzDiv

Die 7. Panzerdivision ist dem Heeresführungskommando nachgeordnet.
Der Divisionsstab führt im Einsatz für das Allied Command Europe Rapid Reaction Corps (ARRC), sowie für Übung und Ausbildung auch die 10. polnische Panzerkavalleriebrigade (Świętoszów, PL).

##### Divisionstruppen
- Stab und Stabskompanie 7. Panzerdivision, Düsseldorf
- Fernmeldebataillon 820, Düsseldorf
- Panzeraufklärungsbataillon 5, Sontra
- Heeresmusikkorps 7, Düsseldorf

##### Panzerbrigade 14 „Hessischer Löwe“

PzBrig 14

- Stabs und Stabskompanie Panzerbrigade 14, Neustadt (Hessen)
- Feldersatzkompanie 140 (nicht aktiv), Neustadt (Hessen)
- Panzerpionierkompanie 200, Hemer
- Panzergrenadierbataillon 52 Rotenburg (Fulda)
- Panzergrenadierbataillon 152, Schwarzenborn (Knüll)
- Panzerbataillon 64, Wolfhagen
- Panzerbataillon 154, Westerburg
- Panzerartilleriebataillon 2, Hessisch Lichtenau
- Panzerpionierbataillon 200 (nicht aktiv), Holzminden
- Logistikbataillon 71 (nicht aktiv)

##### Panzerbrigade 21 „Lipperland“

Verbandsabzeichen PzBrig 21

- Stab und Stabskompanie Panzerbrigade 21, Augustdorf
- Feldersatzkompanie 210 (nicht aktiv), Augustdorf
- Panzergrenadierbataillon 212, Augustdorf
- Panzergrenadierbataillon 192, Ahlen
- Panzerbataillon 203, Hemer
- Panzerartilleriebataillon 215, Augustdorf
- Panzerpionierbataillon 1, Holzminden
- Logistikbataillon 51, Stadtallendorf

#### 10. Panzerdivision

10. PzDiv

Die 10. Panzerdivision ist dem Heeresführungskommando nachgeordnet.

##### Divisionstruppen
- Stab und Stabskompanie 10. Panzerdivision, Sigmaringen
- Fernmeldebataillon 10, Sigmaringen
- Gebirgspanzeraufklärungsbataillon 8, Freyung
- Heeresmusikkorps 10, Ulm

##### Gebirgsjägerbrigade 23 „Bayern“

GebJgBrig 23

- Stab und Stabskompanie Gebirgsjägerbrigade 23, Bad Reichenhall
- Gebirgsjägerbataillon 231, Bad Reichenhall
- Gebirgsjägerbataillon 232, Bischofswiesen
- Gebirgsjägerbataillon 233, Mittenwald
- Gebirgspanzerartilleriebataillon 225, Füssen
- Gebirgspionierbataillon 8, Brannenburg
- Gebirgslogistikbataillon 8, Füssen
- Einsatz- und Ausbildungszentrum für Gebirgstragtierwesen 230, Bad Reichenhall

##### Panzergrenadierbrigade 30 „Alb-Brigade“

PzGrenBrig 30

- Stab- und Stabskompanie Panzergrenadierbrigade 30, Ellwangen
- Feldersatzkompanie 300 (nicht aktiv), Ellwangen
- Panzerpionierkompanie 300, Külsheim
- Panzergrenadierbataillon 294, Stetten am kalten Markt
- Panzergrenadierbataillon 352, Mellrichstadt
- Panzerbataillon 363, Külsheim
- Panzerartillerielehrbataillon 345, Kusel
- Panzerpionierbataillon 300 (nicht aktiv), Brannenburg
- Logistikbataillon 110 (nicht aktiv), Füssen

##### Deutsch-Französische Brigade

D/F-Brig

Aufgeführt sind nur die Anteile mit deutschem Anteil oder rein deutsche Truppenteile. Weitere Truppenteile werden durch die französischen Streitkräfte gestellt. Truppendienstlich unterstehen die deutschen Anteile wie gezeigt der 10. Panzerdivision. Zu Ausbildung, Übung und Einsatz ist die Brigade dem Eurokorps zugeordnet.
- Dt. Anteil Stab und Stabskompanie Deutsch-Französische Brigade, Müllheim (Baden)
- Panzerpionierkompanie 550, Immendingen
- Jägerbataillon 292, Donaueschingen
- Panzerartilleriebataillon 295, Immendingen
- Dt. Anteil Versorgungsbataillon Deutsch-Französische Brigade, Müllheim

#### 13. Panzergrenadierdivision

13. PzGrenDiv

Die 13. Panzergrenadierdivision ist dem Heeresführungskommando nachgeordnet.

##### Divisionstruppen
- Stab und Stabskompanie 13. Panzergrenadierdivision, Leipzig
- Stabs- und Fernmeldebataillon 701, Leipzig
- Panzeraufklärungsbataillon 13, Gotha
- Heeresmusikkorps 2, Kassel

##### Panzerbrigade 12 „Oberpfalz“

PzBrig 12

- Stab und Stabskompanie Panzerbrigade 12, Amberg
- Panzergrenadierbataillon 112, Regen
- Panzergrenadierbataillon 122, Oberviechtach
- Panzerbataillon 104, Pfreimd
- Panzerbataillon 383, Bad Frankenhausen
- Panzerartilleriebataillon 115, Neunburg vorm Wald
- Panzerpionierbataillon 4, Bogen
- Logistikbataillon 4, Roding

##### Jägerbrigade 37 „Freistaat Sachsen“

JgBrig 37

- Stab und Stabskompanie Jägerbrigade 37, Frankenberg/Sa.
- Panzeraufklärungskompanie 370 (nicht aktiv), Gotha
- Panzerpionierkompanie 390, Bad Salzungen
- Versorgungskompanie 370, Schneeberg (Erzgebirge)
- Jägerbataillon 371, Marienberg
- Gebirgsjägerbataillon 571, Schneeberg (Erzgebirge)
- Panzergrenadierbataillon 391, Bad Salzungen
- Panzerbataillon 393, Bad Salzungen
- Panzerartilleriebataillon 375, Frankenberg/Sa.
- Panzerpionierbataillon 270 (nicht aktiv), Bad Salzungen
- Logistikbataillon 53 (nicht aktiv)

##### Panzergrenadierbrigade 38 „Sachsen-Anhalt“

PzGrenBrig 38

- Stab und Stabskompanie Panzergrenadierbrigade 38 (nicht aktiv), Weißenfels
- Feldersatzkompanie 380 (nicht aktiv), Weißenfels
- Panzeraufklärungskompanie 380 (nicht aktiv), Gotha
- Panzergrenadierbataillon 362 (nicht aktiv), Mellrichstadt
- Panzergrenadierbataillon 382 (nicht aktiv), Bad Frankenhausen
- Panzerbataillon 384 (nicht aktiv), Bad Frankenhausen
- Panzerartilleriebataillon 25 (nicht aktiv), Nienburg/Weser
- Panzerpionierbataillon 760 (nicht aktiv), Bogen

#### 14. Panzergrenadierdivision

14. PzGrenDiv

Die 14. Panzergrenadierdivision ist dem Heeresführungskommando nachgeordnet.

##### Divisionstruppen
- Stab und Stabskompanie 14. Panzergrenadierdivision, Neubrandenburg
- Fernmeldebataillon 801, Neubrandenburg
- Panzeraufklärungsbataillon 6, Eutin
- Heeresmusikkorps 14, Neubrandenburg

##### Panzerbrigade 18 „Holstein“

PzBrig 18

- Stab und Stabskompanie Panzerbrigade 18, Boostedt
- Feldersatzkompanie 180 (nicht aktiv), Boostedt
- Panzeraufklärungskompanie 70, Eutin
- Panzerpionierkompanie 510, Kellinghusen
- Panzergrenadierbataillon 401, Hagenow
- Panzergrenadierbataillon 182, Bad Segeberg
- Panzerbataillon 183, Boostedt
- Panzerartilleriebataillon 515, Kellinghusen
- Panzerpionierbataillon 510 (nicht aktiv), Kellinghusen
- Logistikbataillon 423 (nicht aktiv), Beelitz

##### Panzergrenadierbrigade 41 „Vorpommern“

PzGrenBrig 41

- Stab und Stabskompanie Panzergrenadierbrigade 41, Torgelow
- Feldersatzkompanie 410 (nicht aktiv), Torgelow
- Panzeraufklärungskompanie 400, Eutin
- Panzergrenadierbataillon 411, Viereck
- Panzerbataillon 413, Torgelow
- Panzerbataillon 403, Schwerin
- Panzerartilleriebataillon 405, Dabel
- Panzerpionierbataillon 801, Storkow (Mark)
- Logistikbataillon 142, Hagenow

##### Panzergrenadierbrigade 40

Verbandsabzeichen PzGrenBrig 40

- Stab und Stabskompanie Panzergrenadierbrigade 40 (nicht aktiv), Neubrandenburg
- Feldersatzkompanie 400 (nicht aktiv), Neubrandenburg
- Panzeraufklärungskompanie 180 (nicht aktiv), Eutin
- Panzergrenadierbataillon 172 (nicht aktiv), Bad Segeberg
- Panzerbataillon 184 (nicht aktiv), Boostedt
- Panzerbataillon 414 (nicht aktiv), Torgelow
- Panzerartilleriebataillon 85 (nicht aktiv), Lüneburg
- Panzerpionierbataillon 802 (nicht aktiv), Storkow (Mark)

#### Division Spezielle Operationen

DSO

Die Division Spezielle Operationen ist dem Heeresführungskommando nachgeordnet.

##### Divisionstruppen
- Stab und Stabskompanie Division Spezielle Operationen, Regensburg
- Heeresmusikkorps 4, Regensburg
- Luftlandefernmeldekompanie 100, Regensburg
- Luftlandefernmeldekompanie 200, Dillingen
- Fernspählehrkompanie 200, Pfullendorf

##### Luftlandebrigade 26 „Saarland“

LLBrig 26

- Stab/Stabskompanie Luftlandebrigade 26, Saarlouis
- Luftlandeaufklärungskompanie 260, Freyung
- Luftlandepionierkompanie 260, Saarlouis
- Fallschirmjägerbataillon 261, Lebach
- Fallschirmjägerbataillon 263, Zweibrücken
- Luftlandeunterstützungsbataillon 262, Merzig

##### Luftlandebrigade 31 „Oldenburg“

Verbandsabzeichen LLBrig 31

- Stab und Stabskompanie Luftlandebrigade 31, Oldenburg
- Luftlandeaufklärungskompanie 310, Lüneburg
- Luftlandepionierkompanie 270, Wildeshausen
- Fallschirmjägerbataillon 313, Varel
- Fallschirmjägerbataillon 373, Doberlug-Kirchhain
- Luftlandeunterstützungsbataillon 272, Wildeshausen

##### Kommando Spezialkräfte

Verbandsabzeichen KSK

- Kommando Spezialkräfte, Calw

DLO

#### Division Luftbewegliche Operationen
Die Division Luftbewegliche Operationen ist dem Heeresführungskommando nachgeordnet.

##### Divisionstruppen
- Stab Division Luftbewegliche Operationen, Veitshöchheim
- Fernmeldebataillon 4, Cham
- Heeresmusikkorps 12, Veitshöchheim

##### Luftmechanisierte Brigade 1
- Stab Luftmechanisierte Brigade 1, Fritzlar
- Heeresfliegerunterstützungsstaffel 1,
- Heeresfliegerunterstützungsstaffel 14, Celle
- Heeresfliegerinstandsetzungsstaffel 100, Celle
- Heeresfliegerverbindungs- und Aufklärungsstaffel 100 Celle
- Kampfhubschrauberregiment 26, Roth
- Kampfhubschrauberregiment 36, Fritzlar
- Leichtes Transporthubschrauberregiment 10, Faßberg

##### Heeresfliegerbrigade 3

Verbandsabzeichen HflgBrig 3

- Heeresfliegerunterstützungsstaffel 7, Mendig
- Heeresfliegerunterstützungsstaffel 10, Laupheim
- Heeresfliegerunterstützungsstaffel 13, Niederstetten
- Heeresfliegerinstandsetzungsstaffel 300, Mendig
- Heeresfliegerverbindungs- und Aufklärungsstaffel 300 Mendig
- Mittleres Transporthubschrauberregiment 15, Rheine
- Mittleres Transporthubschrauberregiment 25, Laupheim
- Leichtes Transporthubschrauberregiment 30, Niederstetten
- Heeresfliegerregiment 35, Mendig (Auflösung bis Mitte 2004 eingeleitet)

#### Heerestruppenkommando

Heerestruppenkommando

Das Heerestruppenkommando ist dem Heeresführungskommando nachgeordnet.
Aus den Truppenteilen des Heerestruppenkommandos wachsen nach Mobilmachung weitere Truppenteile und Stäbe auf (bzw. sind als nicht aktive Verbände bereits ausgeplant), so dass jeder Division ein organisches Artillerie-, Pionier-, Flugabwehr- und Logistikregiment sowie ein ABC-Abwehrbataillon unterstellt werden kann. Der 1. Panzerdivision sind dazu beispielsweise die vier nicht aktiven Regimentsstäbe und Stabskompanien des Artillerieregiments 1, des Pionierregiments 1, des Flugabwehrregiments 1 und des Logistikregiments 1 zugewiesen.
- Heerestruppenkommando
- Stab und Stabskompanie Heerestruppenkommando, Koblenz
- Heeresmusikkorps 300, Koblenz
- Feldnachrichtenzentrum der Bundeswehr, Diez

##### Artilleriebrigade 100

Artilleriebrigade 100

- Stab und Stabsbatterie Artilleriebrigade 100, Mühlhausen/Thüringen
- Artillerieaufklärungsbataillon 71, Coesfeld
- Artillerieaufklärungsbataillon 113 (teilaktiv), Coesfeld
- Artillerieaufklärungsbataillon 121, Tauberbischofsheim
- Artillerieaufklärungsbataillon 83 (teilaktiv), Tauberbischofsheim
- Artillerieaufklärungsbataillon 131, Mühlhausen/Thüringen
- Raketenartillerielehrbataillon 52, Hermeskeil
- Raketenartilleriebataillon 122 (nicht aktiv), Hermeskeil
- Raketenartilleriebataillon 55, Homberg
- Raketenartilleriebataillon 12 (teilaktiv), Homberg
- Raketenartilleriebataillon 132, Sondershausen

##### Pionierbrigade 100

Pionierbrigade 100

- Stab und Stabskompanie Pionierbrigade 100, Minden
- Feldersatzkompanie PiBrig 100 (nicht aktiv), Minden
- schweres Pionierbataillon 130, Minden
- schweres Pionierbataillon 160 (nicht aktiv), Minden
- 5./schweres Pionierbataillon 160 (aktiv), Minden
- Pionierbataillon 140, Emmerich am Rhein
- Pionierbataillon 810 (nicht aktiv), Emmerich am Rhein
- 2./Pionierbataillon 810 (aktiv), Emmerich am Rhein
- Pionierbataillon 701, Gera
- Pionierbataillon 722 (nicht aktiv), Gera
- 2./Pionierbataillon 722 (aktiv), Gera
- schweres Pionierbataillon 12, Volkach
- schweres Pionierbataillon 704 (nicht aktiv), Volkach
- schweres Pionierbataillon 861 (nicht aktiv), Volkach
- 5./schweres Pionierbataillon 861 (aktiv), Volkach

##### Flugabwehrbrigade 100

Flugabwehrbrigade 100

- Stab und Stabsbatterie Flugabwehrbrigade 100, Fuldatal
- Feldersatzbatterie Flugabwehrbrigade 100 (nicht aktiv), Fuldatal
- Flugabwehraufklärungsbatterie 100, Fuldatal
- Leichte Flugabwehrraketenbatterie 100, Borken
- Leichte Flugabwehrraketenbatterie 300, Fuldatal
- Leichte Flugabwehrraketenlehrbatterie 610, Lütjenburg
- Panzerflugabwehrkanonenlehrbataillon 6, Lütjenburg
- Panzerflugabwehrkanonenbataillon 61 (nicht aktiv), Lütjenburg
- Panzerflugabwehrkanonenbataillon 12, Hardheim
- Panzerflugabwehrkanonenbataillon 121 (nicht aktiv), Hardheim
- Panzerflugabwehrkanonenbataillon 131, Hohenmölsen
- Panzerflugabwehrkanonenbataillon 132 (nicht aktiv), Hohenmölsen
- Panzerflugabwehrraketenbataillon 7, Borken
- Panzerflugabwehrraketenbataillon 101 (nicht aktiv), Borken
- Panzerflugabwehrraketenbataillon 300, Fuldatal
- Panzerflugabwehrraketenbataillon 301 (nicht aktiv), Fuldatal

##### ABC-Abwehrbrigade 100

ABC-Abwehrbrigade 100

- Stab und Stabskompanie ABC-Abwehrbrigade 100, Bruchsal
- ABC-Abwehrbataillon 7, Höxter
- ABC-Abwehrbataillon 750, Bruchsal
- ABC-Abwehrbataillon 310 (nicht aktiv), Bruchsal
- ABC-Abwehrbataillon 805, Prenzlau
- ABC-Abwehrbataillon 210 (Teil aktiv), Prenzlau
- ABC-Abwehrbataillon 610, Albersdorf
- ABC-Abwehrbataillon 110 (nicht aktiv), Albersdorf

##### Logistikbrigade 100

Logistikbrigade 100

- Stab und Stabskompanie Logistikbrigade 100, Unna
- Kampfmittelbeseitigungskompanie 11, Munster
- Logistikbataillon 3, Rotenburg (Wümme)
- Instandsetzungsbataillon 6, Boostedt
- Instandsetzungsbataillon 143 (nicht aktiv), Boostedt
- Instandsetzungsbataillon 7, Unna
- Instandsetzungsbataillon 71 (nicht aktiv), Unna
- Instandsetzungsbataillon 130 (nicht aktiv), Unna
- Nachschubbataillon 51, Schwalmstadt
- Nachschubbataillon 52 (nicht aktiv), Schwalmstadt
- Nachschubbataillon 482 (nicht aktiv), Schwalmstadt
- Transportbataillon 801, Lippstadt
- Transportbataillon 493 (nicht aktiv), Lippstadt

##### Logistikbrigade 200

Logistikbrigade 200

- Stab und Stabskompanie Logistikbrigade 200, Tauberbischofsheim
- Kampfmittelbeseitigungskompanie 21, Stetten am kalten Markt
- Logistikbataillon 12, Veitshöchheim
- Instandsetzungsbataillon 131, Bad Frankenhausen
- Instandsetzungsbataillon 210, Volkach
- Nachschubbataillon 131, Zeithain
- Transportbataillon 10, Ellwangen

#### II. Deutsch-amerikanisches Korps

II. GE/US-Korps

Das II. Deutsch-amerikanische Korps ist dem Heeresführungskommando nachgeordnet. Das Korps ist als mehrheitlich von deutscher Seite geführter Stab mit einigen amerikanischen Stabsoffizieren aufgestellt. Deutsche Truppenteile werden zusätzlich zum dauerhaft unterstellten Fernmelderegiment 2 nach Bedarf assigniert. Weitere Truppenteile werden von der United States Army gestellt.
- II. Deutsch-amerikanisches Korps
  -  Stab II. Deutsch-amerikanisches Korps, Ulm
  -  Fernmelderegiment 210, Ulm

#### Deutsche Anteile an multinationalen Korps
Die deutschen Anteile der multinationalen Korps sind truppendienstlich dem Heeresführungskommando nachgeordnet. Die Korps sind mehrheitlich als Stäbe ohne fest unterstellte Großverbände aufgestellt. Für den Einsatz können bei Bedarf deutsche Großverbände unterstellt werden. Deutsche Stabssoldaten stellen entweder nur Teile der Stabspersonals (z. B. beim V. Amerikanisch/Deutsches Korps oder beim Allied Command Europe Rapid Reaction Corps) oder sind paritätisch bi- oder trinational unter deutscher Beteiligung geführt (z. B. 1. Deutsch-Niederländisches Korps und Multinationales Korps Nord-Ost).
- dt. Anteil 1. Deutsch-Niederländisches Korps, Münster
- dt. Anteil V. Amerikanisch/Deutsches Korps, Heidelberg
- dt. Anteil Multinationales Korps Nord-Ost, Stettin
- dt. Anteil Eurokorps, Straßburg
- dt. Anteil Allied Command Europe Rapid Reaction Corps, Mönchengladbach

### Heeresamt
Das Heeresamt und sein Kommandobereich sind dem Führungsstab des Heeres bzw. dem Inspekteur des Heeres nachgeordnet.
- Heeresamt, Köln
  -  Stammdienststelle des Heeres
  -  Logistikzentrum des Heeres
  - Ausstellung „Unser Heer“ (Wanderausstellung)

#### Zentren des Heeres
Die Zentren des Heeres sind dem Heeresamt nachgeordnet.
- Gefechtsübungszentrum Heer
- Gefechtssimulationszentrum Heer
- Ausbildungszentrum Spezielle Operationen, Pfullendorf

Das Feldnachrichtenzentrum der Bundeswehr ist zugleich Ausbildungsstätte und „regulär“ truppenführender Truppenteil.

#### Schulen des Heeres
Die Schulen des Heeres sind dem Heeresamt nachgeordnet.
- Offizierschule des Heeres, Dresden
- Unteroffizierschule des Heeres
  -  Heeresunteroffizierschule I, Münster
  -  Heeresunteroffizierschule II, Weiden
  -  Heeresunteroffizierschule IV, Delitzsch
- Panzertruppenschule, Munster
- Infanterieschule, Hammelburg
- Luftlande- und Lufttransportschule, Altenstadt (Oberbayern)
- Gebirgs- und Winterkampfschule, Mittenwald
  -  Jägerlehrbataillon 353, Hammelburg (für Ausbildung und Übung der Infanterieschule unterstellt)
- Artillerieschule, Idar-Oberstein
- Heeresflugabwehrschule, Rendsburg
- ABC- und Selbstschutzschule, Sonthofen
- Heeresfliegerwaffenschule, Bückeburg
- Pionierschule und Fachschule des Heeres für Bautechnik, Pöcking, Verlegung nach Ingolstadt geplant
- Technische Schule des Heeres und Fachschule des Heeres für Technik, Aachen
- Internationale Fernspähschule, Pfullendorf
- Fernmeldeschule und Fachschule des Heeres für Elektrotechnik, Feldafing
- Logistikschule der Bundeswehr, Garlstedt

Gefechtssimulationszentrum
SDH
LogZH
AubZSpezlOp

Die abgebildeten Abzeichen nach dem Schema „Gekreuzte Schwerte und S auf rotem Grund“ sind die Verbandsabzeichen der Truppenschule. Unterstellte Stab- oder Lehrgruppen weisen teils interne Verbandsabzeichen auf.